# 石川多映子
石川 多映子（いしかわ たえこ、1975年10月14日 - ）は、栃木県出身の女子ソフトボール選手（投手）。

## 経歴
白鷗大学足利高校を経て1994年日本ソフトボールリーグの日立ソフトウェアに入団。2000年シドニーオリンピックでは3試合に登板し銀メダル獲得に貢献。2002年のシーズン限りで現役を引退した。